# Марс 1962В
Марс 1962В (Марс 2МВ-3 № 1), в Западния свят известен като „Спутник 24“, е провалена мисия до Марс. Космическият апарат е изведен с ракета-носител Мълния 8K78 в геоцентрична орбита на 197 × 590 km с инклинация 64,7 градуса. Цялата маса на ракетата и космическия апарат е около 6500 kg., а само Марс 1962В е 890 kg.
Ракетата се поврежда по време на нагаждане към треактория за Марс. Американската система за ранни предупреждения при заплаха от балистични ракети засича пет по-големи парчета от разрушения Марс 1962В. Предполага се, че геостационарната орбита е нарушена на 25 декември 1962, а космическия апарат навлиза обратно в атмосферата на 19 януари, 1963 и съответно изгаря.